# Radio-Aktivität
Radio-Aktivität (coneguda també pel seu títol en l'anglès Radioactivity) és una cançó composta, arranjada i instrumentada (amb sons electrònics sintetitzats expressament) pels alemanys Ralf Hutter i Florian Schneider, amb la col·laboració en el text del pintor alemany Emmil Schult. Fou interpretada i enregistrada pel grup Kraftwerk el 1975, dins de l'àlbum del mateix nom. Radio-Aktivität és sovint considerada (si s'exceptua el seu propi tema Autobahn de 1974, que és més aviat una suite que una cançó, amb una durada total de 22 minuts i 42 segons) com la primera cançó amb acompanyament totalment electrònic i amb un estil rítmic totalment nou, que esdevingué popular. Entre aquest tema i l'anterior s'avançaren a la cool wave i al tecnopop britànics, que apareixerien quatre i cinc anys després, respectivament.

## La cançó
La cançó està basada en l'ambigüitat del terme compost radioactivitat, el qual s'empra, bàsicament, per a designar el perillós fenomen físic però que també suggereix la idea de "activitat" "radiofònica", si hom separa les dues paraules que el componen ("ràdio" per una banda i "activitat" per l'altre). Kraftwerk s'esmerçaren a treballar sobre aquest doble sentit amb el seu perfeccionisme habitual, fent una curosa planificació perquè tots els elements que hi haurien d'intervenir- les sonoritats creades, els arranjaments, la lletra, etcètera- fossin el menys superflus possible.
La part musical, que ocupa una part important del tema (molt més instrumental que cantat), s'usa com a transmissor d'aquesta dicotomia amb, per un costat, uns èpics però alhora senzills cors masculins sintètics d'inspiració wagneriana, encarregats de recordar la seriositat del fenomen físic provocat per l'urani, i per l'altre, sons d'ones sinusoidals i un ocult missatge en Codi Morse (que reprodueix íntegrament la lletra de la cançó, a més d'altres frases no cantades) clarament al·lusius a la ràdio com a aparell transmissor d'ones hertzianes.
La lletra, escrita a mitges en anglès, alemany i codi Morse (alternant-se segons l'estrofa) i cantada íntegrament per la tènue veu de Ralf Hutter, sense afectació ni emoció de cap tipus, està composta d'unes poques i sintètiques frases, carregades de l'ambigüitat abans esmentada i que ofereixen moltes més preguntes que respostes. La forta càrrega humorística i paròdica de frases com "Radioactivity is in the air for you and me, radioactivity, discovered by Madame Curie…" (la radioactivitat és a l'aire per a tu i per a mi, la radioactivitat, descoberta per Madamme Curie) fou absolutament incompresa per part de l'audiència de l'època que cregueren que Kraftwerk estaven fent apologia de l'energia nuclear, quan només estaven constatant un fet natural, descrit, això si, amb una voluntat irònica però amb una flegma molt subtil. Anys després el grup madrileny El Aviador Dro, fortament inspirats per Radiactivity, gravaren ¡Nuclear sí, por supuesto! que era, aquesta sí, una oberta provocació, assumida pel mateix grup.
El terrabastall provocat pel tema entre els que el defensaven, considerant que induïa a la reflexió a través de la ironia i la intel·ligència, i els que trobaven imperdonable parlar d'una cosa tan seriosa sense prendre-hi partit, no feu que el grup, poc donat a defensar-se de res, digués gaire cosa més que "la música rock ha esdevingut un món que es pren massa seriosament a si mateix, sense sentit de l'humor" segons digué Ralf Hutter. De tota manera, hom suposa que el grup fou més tocat per la polèmica del que havien admès en públic, ja que el 1991 la regravaren, amb un estil totalment ballable i molt més agressiu, però amb al·lusions clares en contra de la utilització de l'energia nuclear; arribant fins i tot a participar en l'únic esdeveniment de caràcter de protesta en suport a una causa al macroconcert ofert per a demanar el tancament de la central nuclear de Sellafield, Anglaterra el 1993; juntament amb U2 i Public Enemy. Per a l'acte escrigueren i gravaren (aquesta vegada amb una de les seves veus robòtiques habituals) un nou missatge en contra de l'energia nuclear, sense cap tipus d'ambigüitat. Aquesta acció els netejà de cara a la història per als que es lamentaven de la seva suposada relliscada per manca de compromís ideològic de setze anys abans però decebé molts fans que sempre havien tingut a Kraftwerk com un model d'independència, que, segons ells, mai fins aleshores hauria entrat en el joc de la hipocresia de donar suport a una causa.
La cançó fou número 1 a França i un èxit clamorós a tot Europa i el Japó. Als Estats Units, on passà molt més desapercebuda que l'anterior Autobahn, fou vista com una cosa massa estranya. Fou emprada com a banda sonora de molts programes de televisió, documentals sobre informàtica i temes relacionats amb la ciència, i especialment com a sintonia del telenotícies de la televisió nacional belga durant molts anys. Ha estat versionada per molts grups, d'entre ells els japonesos Hikashu. La versió de 1991 tingué remescles de diversos autors i Djs, com per exemple William Orbit o François Krevorkian. Radioactivity fou també parodiada per la sèrie d'animació Els Simpson en un episodi; a més que els autors admeten haver usat Radioactivity com una de les principals inspiracions per a la idea de la central nuclear de Springfield.

## Les tres versions oficials
La versió original de 1975 fou interpretada per Ralf Hutter (veu, sintetitzadors, cors artificials amb el Vako Orchestron) Florian Schneider (efectes electrònics, codi Morse), Karl Bartos i Wolfgang Flür percussió electrònica. Gravada i mesclada als Kling Klang estudis, a Düsseldorf pels mateixos autors. La seva durada original és de 6 minuts i 44 segons.
La versió de 1991 fou també gravada i mesclada pels mateixos autors als seus Kling Klang studios però amb Fritz Hilpertz (programació d'ordinadors, manipulació de seqüències, amb el definitiu abandonament de l'antic invent de la percussió electrònica amb bastonets metàl·lics) substituint a Karl Bartos i Wolfgang. La durada d'aquesta versió és de 6 minuts i 53 segons.
El 2005 fou tornada a gravar, al seu primer disc en directe Minimum Maximum, en una nova versió que inclouria el missatge antiantinuclear presentat a Sellafield i amb retorn a elements rítmics i sonors de la primera versió, convertint-la en una espècie de petita simfonia de 8 minuts.

## Llista de cançons
Edició alemanya
| 1. | «Geigerzähler» (Comptador Geiger) | Hütter, Schneider         | 1:07 |
| 2. | «Radioactivität» (Radioactivitat) | Hütter, Schneider, Schult | 6:42 |
| 3. | «Radioland» (Terra de la Ràdio)   | Hütter, Schneider, Schult | 5:50 |
| 4. | «Ätherwellen» (Ondas)             | Hütter, Schneider, Schult | 4:39 |
| 5. | «Sendepause» (Intermissió)        | Hütter, Schneider         | 4:19 |
| 6. | «Nachrichten» (Notícies)          | Hütter, Schneider         | 1:17 |

| 1. | «Die Stimme der Energie» (La veu de l'energia) | Hütter, Schneider, Schult | 0:55 |
| 2. | «Antenne» (Antena)                             | Hütter, Schneider, Schult | 3:43 |
| 3. | «Radio Sterne» (Estrelles de la Ràdio)         | Hütter, Schneider, Schult | 3:35 |
| 4. | «Uran» (Urani)                                 | Hütter, Schneider, Schult | 1:26 |
| 5. | «Transistor»                                   | Hütter, Schneider         | 2:15 |
| 6. | «Ohm Sweet Ohm» (Ohmni, dolç ohmni)            | Hütter, Schneider         | 5:39 |